# رودلف باير
رودلف باير (بالألمانية: Rudolf Baier)‏ هو دراج ألماني، (ولد في درسدن في ألمانيا 1892 – 1945 م).

## وصلات خارجية
- رودلف باير على موقع إحصائيات الدراجات الإحترافية (الإنجليزية)
- رودلف باير على موقع أوليمبيديا (الإنجليزية)